# Saturday (Basshunter)
Saturday è un singolo del musicista svedese Basshunter, pubblicato nel 2010 e inserito poi nell'album Calling Time (2013).
La canzone contiene un sample tratto dal brano I Like to Move It dei Reel 2 Real.

## Tracklist
1. Saturday (Radio Edit) – 3:03
2. Saturday (Digital Dog Edit) – 3:14
3. Saturday (Almighty Edit) – 3:39
4. Saturday (Extended Mix) – 5:22
5. Saturday (Digital Dog Remix) – 6:05
6. Saturday (Almighty Remix) – 6:59
7. Saturday (Mark Breeze Remix) – 5:50
8. Saturday (Payami Remix) – 4:43

## Classifiche
| Classifica (2010) | Posizione massima |
| ----------------- | ----------------- |
| Nuova Zelanda     | 14                |
| Regno Unito       | 21                |
| Irlanda           | 37                |